# Nadżi Talib
Nadżi Talib, arab. ‏ناجي طالب‎ (ur. 1917, zm. 23 marca 2012) – iracki wojskowy i polityk, premier Iraku od 9 sierpnia 1966 do 10 maja 1968.

## Życiorys
Ukończył szkołę sztabu generalnego armii irackiej, następnie studiował w Kimberley w Wielkiej Brytanii, dyplom końcowy uzyskał w 1950.
Po rewolucji 14 lipca 1958 wszedł do rząd Abd al-Karima Kasima jako minister spraw socjalnych.
Powołany na urząd premiera 9 sierpnia 1966 przez prezydenta Abd ar-Rahmana Arifa po zdymisjonowaniu Abd ar-Rahmana al-Bazzaza pod naciskiem wojskowych. Posiadał już wtedy stopień generalski. Kierował gabinetem złożonym z 11 cywilów i 7 oficerów. Jego rząd był słaby (m.in. z powodu wewnętrznych waśni w gronie samych oficerów) i nie cieszył się popularnością, przez co został zdymisjonowany.
Kondolencje po jego śmierci wyraził prezydent Iraku Dżalal Talabani, który określił Taliba jako przykład patriotyzmu i lojalności.